# Initiative populaire « Élection proportionnelle du Conseil national » de 1910
Cet article concerne l'initiative populaire de 1910. Pour l'initiative homonyme accepté par le peuple en 1918, voir Initiative populaire « Élection proportionnelle du Conseil national ». Pour la liste complète, voir Liste des initiatives populaires en Suisse.
L'initiative populaire « Élection proportionnelle du Conseil national » est une initiative populaire fédérale suisse, rejetée par le peuple et les cantons le 23 septembre 1910. 
C'est la seule votation fédérale organisée dans le pays cette année-là.

## Contenu
L'initiative propose de remplacer l'article 73 de la Constitution fédérale, qui définit les modalités de l'élection au Conseil national selon le système majoritaire, par une nouvelle version introduisant le principe de la proportionnalité avec les cantons comme unité électorale.
Le texte complet de l'initiative peut être consulté sur le site de la Chancellerie fédérale.

## Déroulement

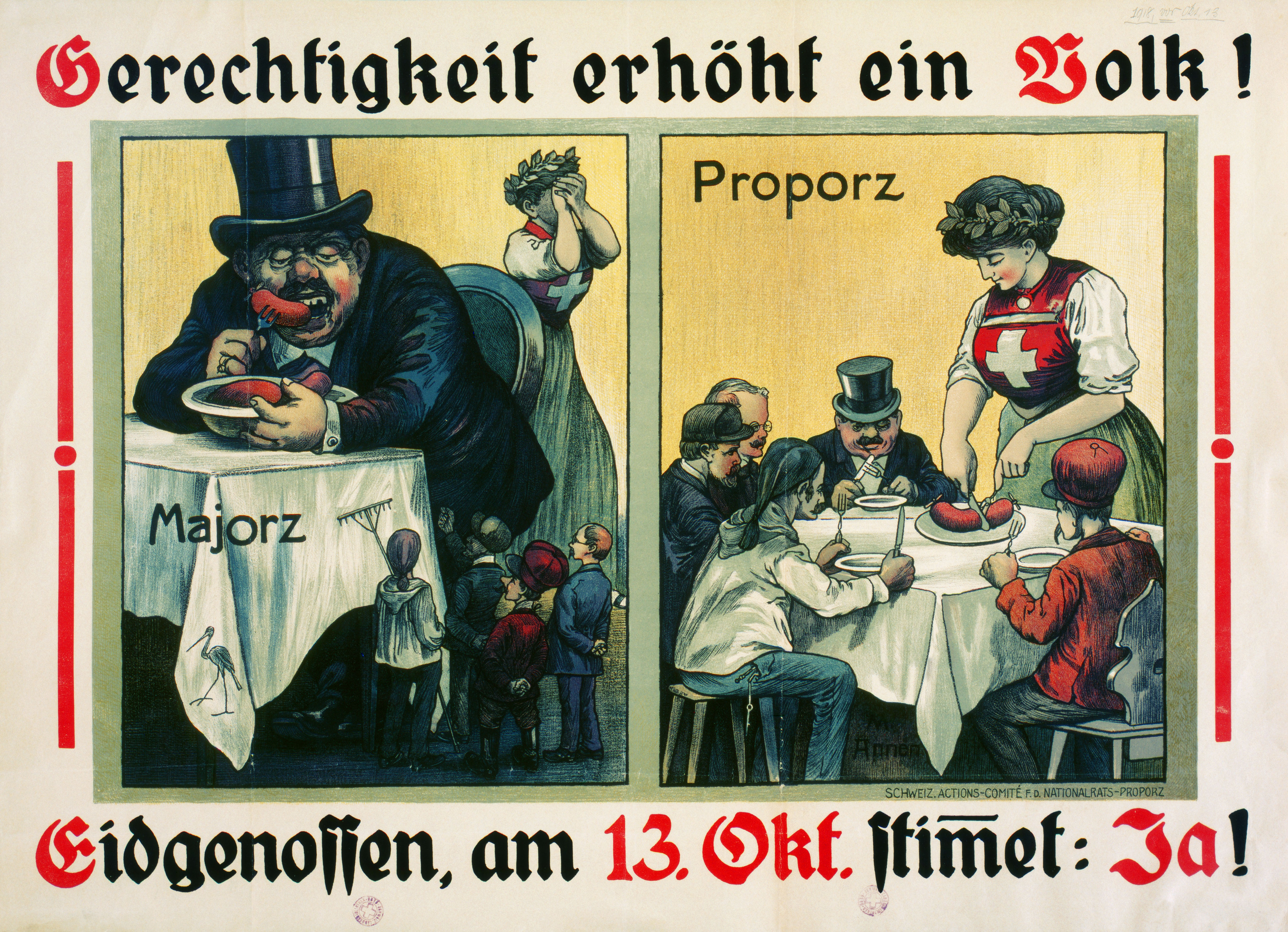
Affiche de propagande en faveur de la proportionnelle.

### Contexte historique
Lors de la création de la Constitution fédérale de 1848 et de sa révision en 1874, le parti radical, largement majoritaire, avait fixé le mode d'élection aux chambres fédérales en favorisant le parti déjà au pouvoir. Dès l'adoption du droit d'initiative populaire au niveau fédéral en 1891, les partis opposants, avec à leur tête le parti socialiste, tentent de modifier cette disposition.
Le 4 novembre 1900, en même temps qu'une initiative proposant d'augmenter le nombre de Conseillers fédéraux et de les élire par le peuple, une première motion visant à élire les Conseillers nationaux selon un mode proportionnel est refusé par près de 60 % des votants.

### Récolte des signatures et dépôt de l'initiative
La récolte des 50 000 signatures nécessaires a débuté le 15 février 1909. Le 25 juin de la même année, l'initiative a été déposée à la chancellerie fédérale qui l'a déclarée valide le 28 septembre.

### Discussions et recommandations des autorités
Le parlement et le Conseil fédéral recommandent le rejet de cette initiative. Cependant, plusieurs cantons ayant adopté ce mode de scrutin depuis la première initiative populaire, le Conseil fédéral va leur demander de partager leurs expériences sur ce sujet. Malgré un rapport globalement positif, le gouvernement se prononce contre cette initiative, arguant que le besoin d'une majorité forte représente la « base nécessaire du régime parlementaire et du gouvernement ».

## Résultats

### Nationaux
Soumise à la votation le 23 septembre 1910, l'initiative est acceptée par 10 4/2 cantons, mais rejetée par 52,5 % des suffrages exprimés. 
| Pour                   | 240 305 | 47,54 | 10 | 4 | 12 |  |  |
| Contre                 | 265 194 | 52,46 | 9  | 2 | 10 |  |  |
|                        |         |       |    |   |    |  |  |
| Votes valides          | 505 499 | 98,43 |    |   |    |  |  |
| Votes blancs           | 6 064   | 1,18  |    |   |    |  |  |
| Votes invalides        | 1 971   | 0,38  |    |   |    |  |  |
| Total                  | 513 534 | 100   | 19 | 6 | 22 |  |  |
| Abstentions            | 310 145 | 37,65 |    |   |    |  |  |
| Inscrits/Participation | 823 679 | 62,35 |    |   |    |  |  |

### Par cantons
Le tableau ci-dessous détaille les résultats par cantons :

## Conséquences
Après ce vote au résultat très serré, les initiants vont laisser passer quelques années et proposer une troisième initiative sur le même sujet et portant le même nom. Celle-ci sera acceptée par le peuple et les cantons le 13 octobre 1918 et provoquera la fin de la domination absolue du Parti radical sur la politique fédérale.